# Костянка красноголовая
Костянка красноголовая (лат. Lithobius erythrocephalus) — вид многоножек из семейства Lithobiidae, распространенный в Европе.

## Экология
Обитает обычно в почве, в состав которой входит сосновая кора. Часто повреждает корни орхидей. На воле питается насекомыми и другими мелкими беспозвоночными.

## Меры борьбы
1. Подсушивают поверхность почвы в горшке. Перед очередным поливом верхний слой земли должен подсохнуть.
2. Если растения нетребовательны к кислотности почвы, землю чуть-чуть посыпают золой.
3. Собирают и уничтожают вредителей с помощью ловушки. Располагают на влажной почве деревянную дощечку или небольшой кусочек любого непрозрачного и плотного материала. Под ловушку заберутся многоножки, где их можно будет собрать. 
4. Используют приманку — кусочки корнеплодов (морковь, картофель), которые раскладывают на поверхности почвы.
5. Горшок погружают на 2-3 часа в теплую воду так, чтобы поверхность земли полностью была покрыта водой. Вредители выползут наружу — останется только собрать их. Погружение в воду проводят, только если в доме достаточно тепло и земля сможет потом быстро просохнуть. 
6. Если многоножек стало слишком много или нет возможности их отловить, проливают почву в горшках растворами инсектицидов (Актеллик, Актара, Базудин, Землин, Фитоверм). Рабочий раствор в этом случае готовят как для опрыскивания. Но перед применением любого инсектицида необходимо пролить почву в вазоне водой, чтобы она не была сухой. Обработку повторяют через 2 недели, чтобы уничтожить появившихся из яиц новых личинок.